# 平舘不老不死温泉
平舘不老不死温泉（たいらだてふろうふしおんせん）は、青森県東津軽郡外ヶ浜町（旧平舘村）（旧国陸奥国）にある津軽半島で最古の温泉である。

## 泉質
- 硫酸塩泉
  - 源泉温度40℃

## 温泉街
旧平舘村役場前から山手に入ったところにある。周辺にはコテージ、海水浴場、スキー場がある。

## 歴史
『津軽一統志』に「根子の湯」とあるほか、菅江真澄の書にも記載があり、津軽半島で最古の温泉とされる。

## アクセス
- JR津軽線 蟹田駅より外ヶ浜町営バスで約35分。